# Xã Salem, Quận Greene, Arkansas
Xã Salem (tiếng Anh: Salem Township) là một xã thuộc quận Greene, tiểu bang Arkansas, Hoa Kỳ. Năm 2010, dân số của xã này là 965 người.